# Lua Ira
Der Lua Ira (deutsch „Affensee“, portugiesisch „Lagoa dos Macacos“, auch Numunira 1) ist ein Salzsee im osttimoresischen Suco Com (Verwaltungsamt Lautém, Gemeinde Lautém), im Osten des Landes. Der See hat eine Fläche von 0,586 ha.
Der Lua Ira ist der südlichste der drei Seen von Ran, einem Gebiet nördlich des Ortes Com, etwa 100 Meter von der Küste der Straße von Wetar und 50 Meter von der Straße von Lautém nach Com. Der Utchan Ira und der Umun Ira liegen weiter nördlich. Auch außerhalb der Regenzeit fallen die Seen nicht trocken. Die Region gehört zum Nationalpark Nino Konis Santana. Die Seen gelten darin als ein besonders schützenswertes Gebiet, aufgrund der zahlreichen Wasservögel, die hier in baumbewachsenen Savannen, am Strand und in salzigen Watt leben. Das Gebiet der Seen wird vom Fataluku-Clan (Ratu) Kati beansprucht. Brandrodung zum Ackerbau, illegaler Holzeinschlag und Jagd bedrohen das Biotop.